# SBV Excelsior in het seizoen 2019/20 (vrouwen)
Het seizoen 2019/2020 was het derde jaar in het bestaan van de Rotterdamse vrouwenvoetbalclub Excelsior/Barendrecht. De club kwam uit in de Eredivisie, deze werd door de coronacrisis echter niet uitgespeeld. Door deze maatregel is de club op de achtste plaats geëindigd. Naast de deelname aan de Eredivisie zou er ook worden deelgenomen aan het toernooi om de KNVB beker. Ook het bekertoernooi werd niet afgemaakt. Het team verloor echter wel in de achtste finale van Ter Leede met 1–4. De eerste editie van de Eredivisie Cup werd wel uitgespeeld, de club eindigde op de 8e plaats.

## Wedstrijdstatistieken

### Eredivisie
|       | ADO Den Haag | Ajax  | Alkmaar | sc Heerenveen | PEC Zwolle | PSV   | FC Twente |
| ----- | ------------ | ----- | ------- | ------------- | ---------- | ----- | --------- |
| Thuis | 1 – 3        | 0 – 2 | 3 – 3   | 0 – 2         | –          | 1 – 5 | 2 – 4     |
| Uit   | 0 – 0        | –     | 4 – 0   | 2 – 0         | 2 – 2      | 9 – 1 | 4 – 0     |

### KNVB beker
| Achtste finale                             | Ter Leede | 4 – 1 | Excelsior/Barendrecht |
| Plaats: Sassenheim Sportpark De Roodemolen | Onbekend  |       | Onbekend              |

### Eredivisie Cup
| Eerste ronde                           | Excelsior/Barendrecht                                                                 | 0 – 2 (0 – 1) | PEC Zwolle                                                           |
| Plaats: Rotterdam Sportpark de Bongerd |                                                                                       |               | 3' Amy Banarsie 52' Dominique Bruinenberg                            |
| Eerste ronde                           | PEC Zwolle                                                                            | 4 – 2 (3 – 0) | Excelsior/Barendrecht                                                |
| Plaats: Zwolle MAC³PARK stadion        | Marushka van Olst 30', 37' Rebecca Doejaaren 38' Dominique Bruinenberg 51'            |               | 80' Sophie Cobussen 83' Iris van Bokhoven                            |
| Tweede ronde                           | Excelsior/Barendrecht                                                                 | 1 – 2 (1 – 1) | ADO Den Haag                                                         |
| Plaats: Rotterdam Sportpark de Bongerd | Julia Ibes 12'                                                                        |               | 15' Jaimy Ravensbergen 72' Shanique Dessing                          |
| Tweede ronde                           | ADO Den Haag                                                                          | 2 – 2 (1 – 0) | Excelsior/Barendrecht                                                |
| Plaats: Den Haag Cars Jeans Stadion    | Chasity Grant 9', 63'                                                                 |               | 71' Jolina Amani 75' Nidia Bos                                       |
| Derde ronde                            | Excelsior/Barendrecht                                                                 | 1 – 3 (0 – 1) | PEC Zwolle                                                           |
| Plaats: Rotterdam Sportpark de Bongerd | Iris van Bokhoven 85'                                                                 |               | 35' (pen.) Nikita Tromp 50' Lauri Weijkamp 75' Dominique Bruinenberg |
| Derde ronde                            | PEC Zwolle                                                                            | 6 – 2 (4 – 0) | Excelsior/Barendrecht                                                |
| Plaats: Zwolle MAC³PARK stadion        | Nikita Tromp 5' Dominique Bruinenberg 15', 86' (pen.) Rebecca Doejaaren 31', 42', 59' |               | 62', 67' Eline Koster                                                |

## Statistieken Excelsior/Barendrecht 2019/2020

### Eindstand Excelsior/Barendrecht in de Nederlandse Eredivisie Vrouwen 2019 / 2020
| Stand | Gespeeld | Gewonnen | Gelijk | Verloren | Punten | Doelpunten voor | Doelpunten tegen | Gele kaarten | Rode kaarten |
| ----- | -------- | -------- | ------ | -------- | ------ | --------------- | ---------------- | ------------ | ------------ |
| 8e    | 12       | 0        | 3      | 9        | 3      | 10              | 40               | 9            | 0            |

### Topscorers
| #      | Naam                 | Goal |
| ------ | -------------------- | ---- |
| 1.     | Sophie Cobussen      | 3    |
| 2.     | Sherallin Henriquez  | 2    |
| 3.     | Nidia Bos            | 1    |
| 3.     | Julia Ibes           | 1    |
| 3.     | Joy Kersten          | 1    |
| 3.     | Eline Koster         | 1    |
| 3.     | Frederique Nieuwland | 1    |
| Totaal | Totaal               | 10   |

| #      | Naam     | Goal |
| ------ | -------- | ---- |
| 1.     | Onbekend | 1    |
| Totaal | Totaal   | 1    |

| #      | Naam              | Goal |
| ------ | ----------------- | ---- |
| 1.     | Iris van Bokhoven | 2    |
| 1.     | Eline Koster      | 2    |
| 2.     | Jolina Amani      | 1    |
| 2.     | Nidia Bos         | 1    |
| 2.     | Sophie Cobussen   | 1    |
| 2.     | Julia Ibes        | 1    |
| Totaal | Totaal            | 8    |

### Kaarten
| #      | Naam                 | Kreeg geel |
| ------ | -------------------- | ---------- |
| 1.     | Nidia Bos            | 2          |
| 1.     | Sophie Cobussen      | 2          |
| 1.     | Nikki IJzerman       | 2          |
| 4.     | Senna El Messaoudi   | 1          |
| 4.     | Sherallin Henriquez  | 1          |
| 4.     | Frederique Nieuwland | 1          |
| Totaal | Totaal               | 9          |

| #      | Naam           | Kreeg voor de tweede keer geel en dus rood |
| ------ | -------------- | ------------------------------------------ |
| –      | Geen speelster | –                                          |
| Totaal | Totaal         | 0                                          |

| #      | Naam           | Weggestuurd |
| ------ | -------------- | ----------- |
| –      | Geen speelster | –           |
| Totaal | Totaal         | 0           |

## Voetnoten
ADO Den Haag · 
Ajax · 
VV Alkmaar · 
Excelsior/Barendrecht · 
sc Heerenveen · 
PEC Zwolle · 
PSV · 
FC Twente